# 古井由之

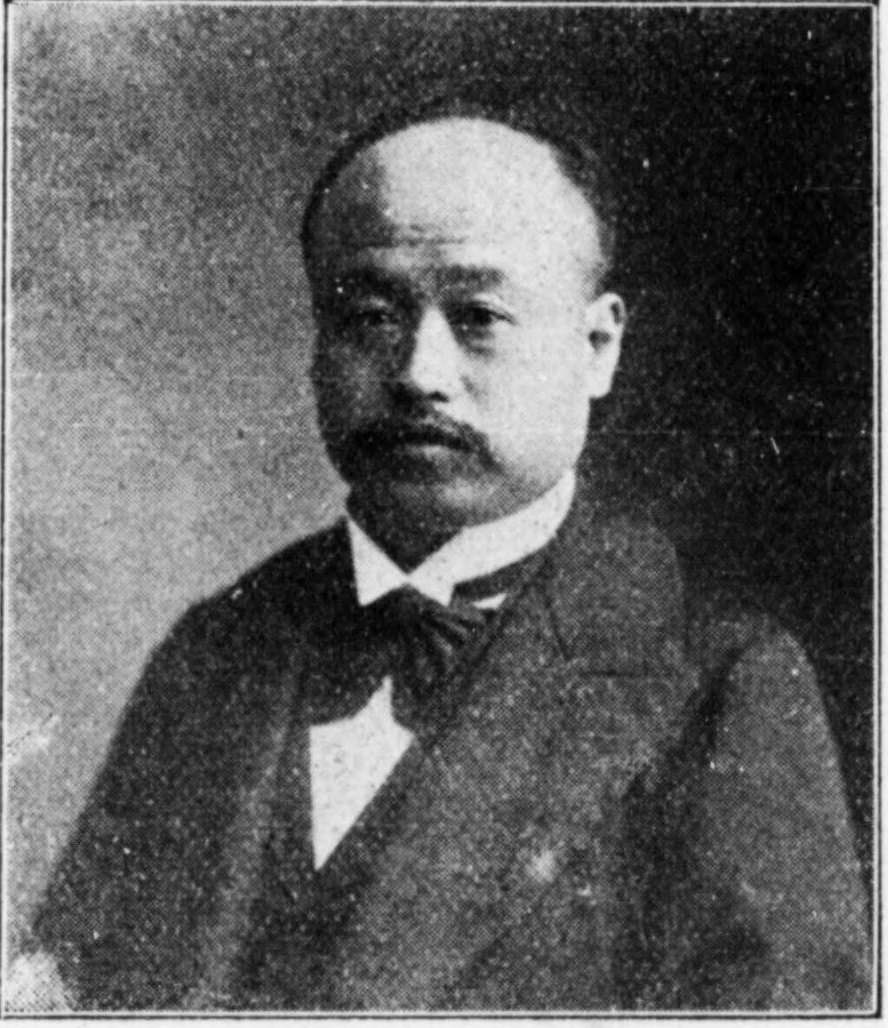
古井由之

古井 由之（ふるい よしゆき、1865年3月17日（慶応元年2月20日） - 1937年（昭和12年）8月23日）は、明治から昭和時代戦前の政治家。実業家。衆議院議員。岐阜県不破郡垂井町長。

## 経歴
美濃国不破郡、のちの岐阜県不破郡垂井町出身。古井荘之助の長男として生まれ、1894年（明治27年）9月、家督を相続する。漢学を修める。のち福岡市に移る。
不破郡書記、垂井町長、同町会議員、岐阜県会議員、同常置委員、同参事会員、不破郡会議員、同参事会員、所得税調査委員、郡教育会長、地方森林会員を歴任した。
また、農業を営む傍ら、羽二重織物工業を経営し、県農会理事、郡蚕糸業組合長、美濃実業銀行監査役、高須貯蓄銀行、大垣貯蓄銀行、大垣共立銀行各取締役、丸三商店社長、十七銀行常務取締役、同副頭取、博多湾鉄道汽船監査役を務めた。
1902年（明治35年）8月の第7回衆議院議員総選挙では岐阜県郡部から出馬し当選。その後、第10回総選挙まで連続当選し衆議院議員を通算4期務めた。